# St. Gangolf (Mettlach)

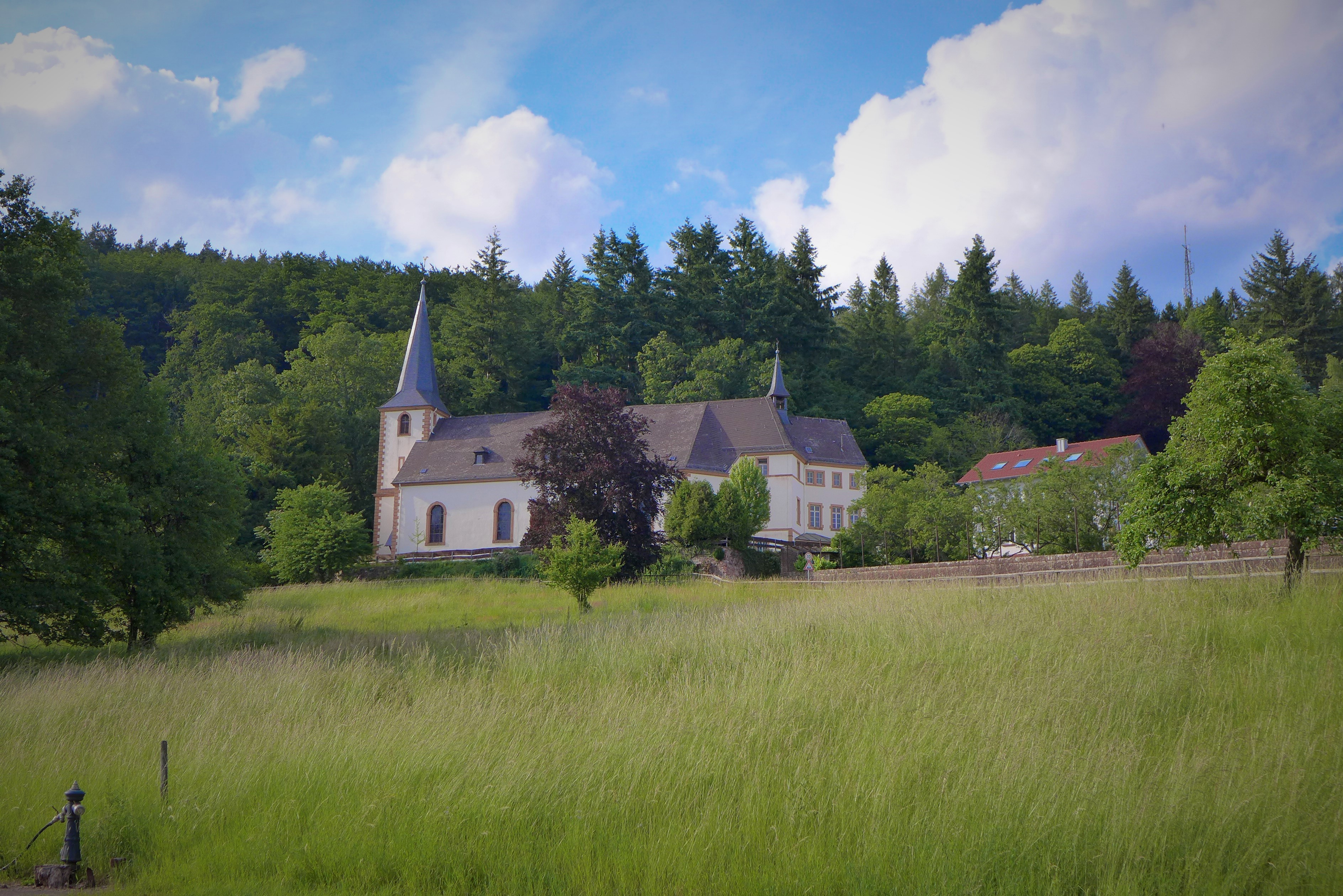
St. Gangolf, Blick auf Klosterkirche und Reste der Klostergebäude

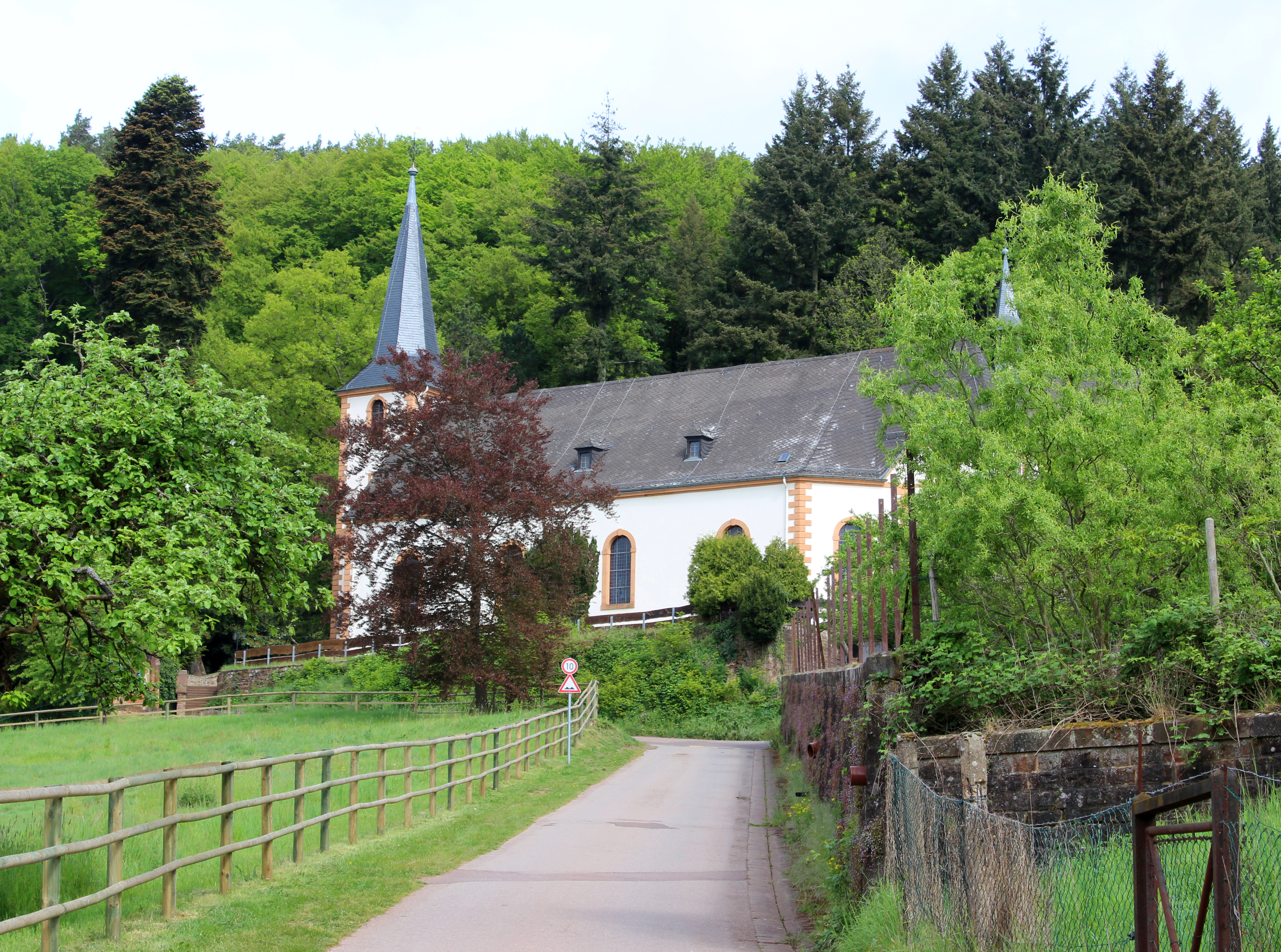
Weg vom Hofgut zur Kirche

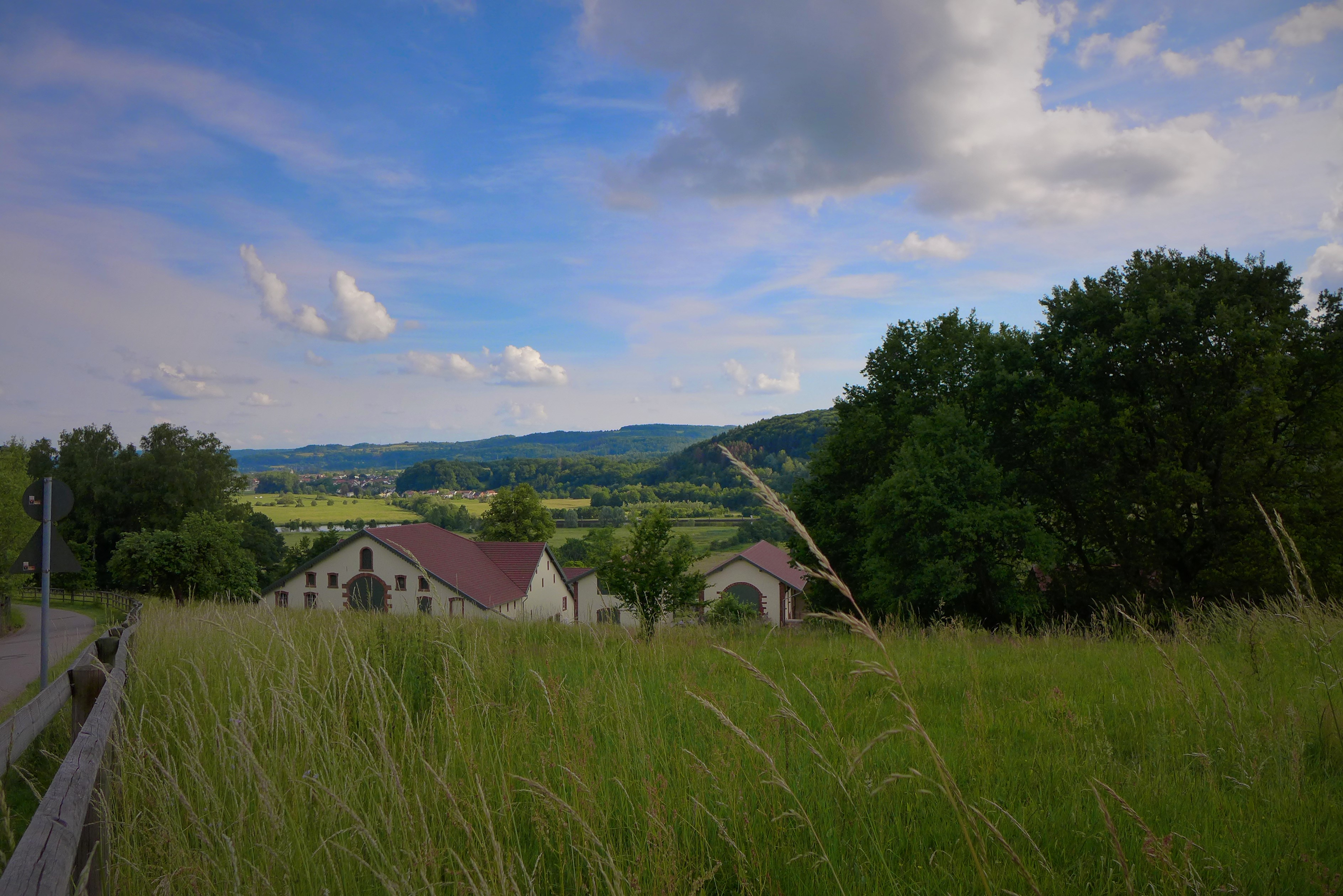
St. Gangolf, Blick von der Kirche über das historische Hofgut St. Gangolf zum Saartal

Die Kirche St. Gangolf ist eine dem heiligen Gangolf gewidmete römisch-katholische Kirche zwischen Besseringen und Mettlach, Landkreis Merzig-Wadern, Saarland. Sie ist Eigentum der Pfarrgemeinde St. Gangolf Besseringen und diente bis zur Weihe der Herz-Jesu-Kirche in Besseringen im Jahr 1909 als Pfarrkirche. Zwischen 1901 und 1974 war St. Gangolf außerdem Klosterkirche eines Kapuzinerklosters. Seit der saarländischen Gebiets- und Verwaltungsreform von 1974 liegt die Kirche St. Gangolf, die bis dahin auf dem Gebiet der selbstständigen Gemeinde Besseringen lag, auf dem Gebiet der Gemeinde Mettlach. In der Denkmalliste des Saarlandes ist der Sakralbau als Einzeldenkmal aufgeführt.

## Geschichte

### Pfarrei
Im 10./11. Jahrhundert erfolgte wahrscheinlich durch Benediktiner die Gründung der Pfarrei St. Gangolf, wobei die erste urkundliche Erwähnung der Pfarrei aus den Jahren um 1230/31 datiert.
Zur Pfarrei St. Gangolf, die der Abtei Mettlach unterstand, gehörten um 1560 die Orte Besseringen, Ponten, Schwemlingen, Dreisbach, Saarhölzbach und das Gebiet um die Burg Montclair. Der Filialort Saarhölzbach hatte bereits seit 1434 eine eigene Kapelle und im Filialort Besseringen wurde 1497 eine eigene Kapelle erbaut.
Als die Abtei Mettlach im Jahr 1802 aufgehoben und St. Gangolf zu einer eigenständigen Pfarrei wurde, war auch Mettlach bis 1851 der Pfarrei zugeordnet, sowie auch von 1815 bis 1851 der Ort Keuchingen.
Nachdem am 1. September 1907 in der Kirche St. Gangolf der letzte Pfarrgottesdienst gehalten wurde, zog die Pfarrei nach Besseringen um. Dadurch verlor das Gotteshaus den Status als Pfarrkirche.

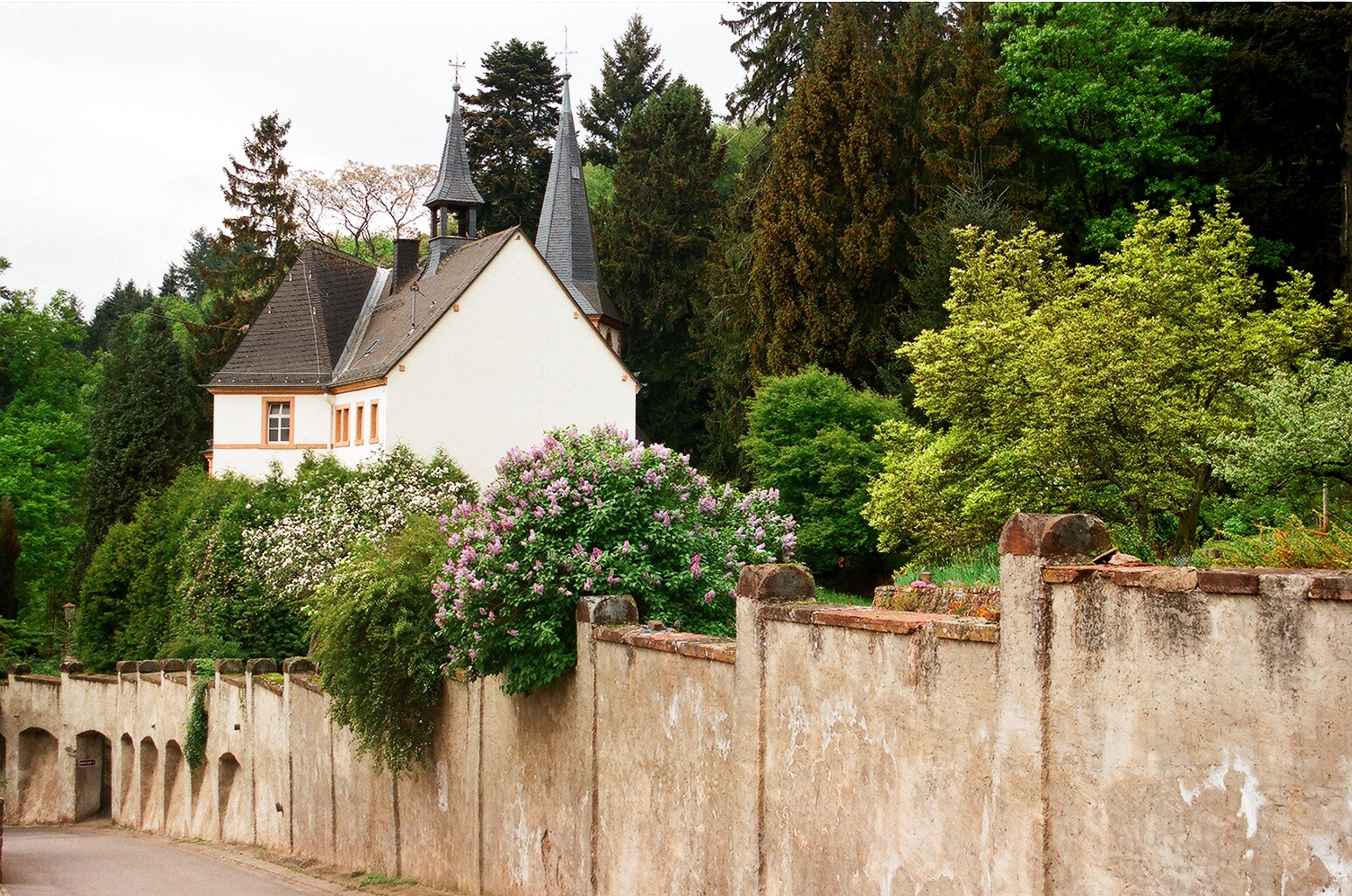
Blick auf die an den Chor der Kirche angebaute Erweiterung. An den Gebäudeteil mit dem Dachreiter schloss sich der im Jahr 1900 erbaute Klostertrakt der Kapuziner an, der 1985 abgerissen wurde.

### Kirchengebäude
Der Vorgängerbau der heutigen Kirche stand bis zum Jahr 1729. Als in den 1770er Jahren der vom damaligen Mettlacher Abt gewollte Bau einer Pfarrkirche in Besseringen-Ponten nicht zustande kam, wurde stattdessen das heutige Kirchengebäude in den Jahren 1775–1776 nach Plänen des Laienbruders mit dem Spitznamen „Brüderchen“ aus dem Minoritenkloster St. Gervasius in Trier errichtet und ist seitdem im Baubestand unverändert.
Im Jahr 1900 wurde an die Kirche ein Klostergebäude angebaut, das zwischen 1901 und 1974 von Kapuzinern benutzt wurde. Das Klostergebäude wurde im Jahr 1985 bis auf einen kleinen Rest, auf dem sich ein Dachreiter befindet, abgerissen.
In den 1990er Jahren wurde die Kirche einer Restaurierung unterzogen.

## Architektur und Ausstattung

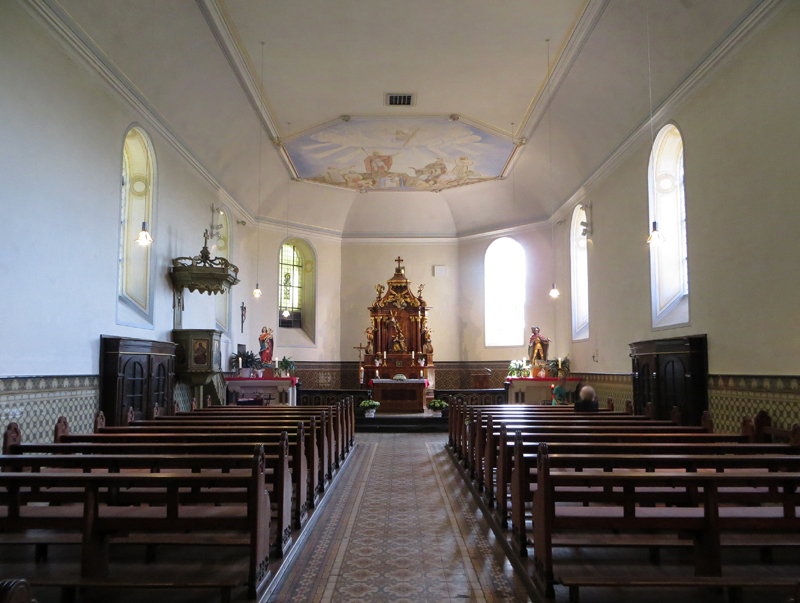
Blick ins Innere der Kirche

Bei der Kirche St. Gangolf handelt es sich um eine barocke Saalkirche. Sie gliedert sich in einen Turm mit Spitzhelm, an den sich ein vierachsiges Langhaus mit dreiseitigem polygonalen Chorabschluss anschließt.
Zur Ausstattung der Kirche gehört ein restaurierter und konservierter Barock-Hochaltar, der sich zuletzt in der Kirche von Gutenberg befand und ursprünglich in der Pfarrkirche in Oberwesel aufgestellt war. Bis 1967 befanden sich in der Kirche neuromanische Altäre, wobei die Altartische bis heute weiterverwendet werden.
Seit 2008 befindet sich in der Kirche die restaurierte, aus Sandstein-Figuren bestehende Kreuzwegstation „Grablegung Christi“. Sie ist der einzig erhaltene Teil eines in den Jahren 1792 bis 1793 von dem Bildhauer Johann Bohr (Tünsdorf) geschaffenen Kreuzweges. Die übrigen Kreuzwegstationen sind verfallen. Bildhauer Karl Riemann (Blieskastel-Lautzkirchen) schuf im Jahr 1934 neue Kreuzwegstationen.
Im Außenbereich hinter der Kirche befinden sich einige alte Grabsteine, die in der Abschlussmauer des Friedhofs der Kapuzinerpatres eingelassen sind.

## Orgel

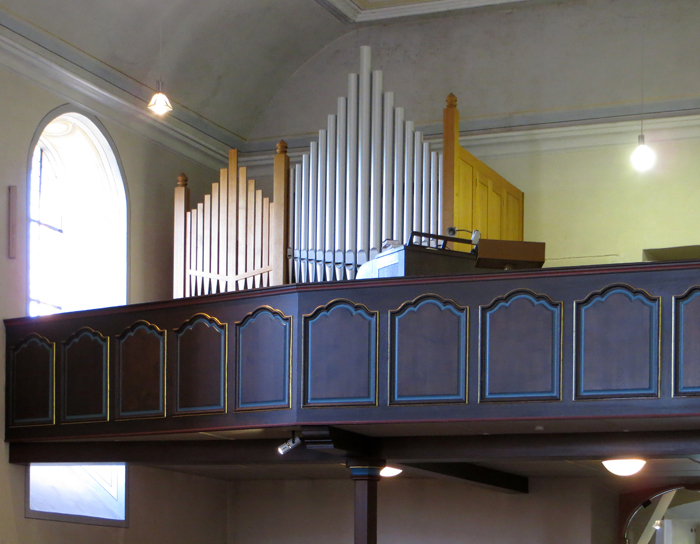
Prospekt der Klais-Orgel

Die Orgel der Kirche wurde im Jahr 1935 von der Firma Klais (Bonn) für die neu gegründete Pfarrgemeinde St. Josef in Merzig gebaut und fand zunächst Aufstellung im Saal eines ehemaligen Ausflugslokales, der als Notkirche diente. Im Jahr 1959 wurde das Instrument in die neu errichtete Josefskirche in Merzig übertragen. Als im Jahr 1966 in der Josefskirche ein Orgelneubau der Firma Führer (Wilhelmshaven) geweiht wurde, erwarb die Kirchengemeinde Besseringen die Klais-Orgel, um sie als Ersatz für ein Harmonium auf der Empore der Kapuziner-Klosterkirche St. Gangolf aufzustellen. Im Rahmen einer Generalüberholung durch Thomas Erz im Jahr 1990 wurde die Windlade, die ohne Prospekt auf der Empore stand, um 180 Grad gedreht und wieder mit einem Prospekt versehen, der teilweise aus Blindpfeifen bzw. Ziergittern besteht.
Das Kegelladen-Instrument verfügt über 9 (12) Register, verteilt auf 2 Manuale und Pedal. Die Spiel- und Registertraktur pneumatisch. Die Disposition lautet wie folgt:
| I Hauptwerk C–g3 |                  |    |
| 1.               | Principal        | 8′ |
| 2.               | Nachthorngedackt | 8′ |
| 3.               | Gemshorn         | 4′ |
| 4.               | Progressio II-IV | 2′ |

| II Oberwerk C–g3 |                   |    |
| 5.               | Holzflöte         | 8′ |
| 6.               | Salicional        | 8′ |
| 7.               | Singend Principal | 4′ |
| 8.               | Flageolet         | 2′ |

| Pedal C–f1 |             |                        |
| 9.         | Subbass     | 16′                    |
|            | Zartbass    | 16′ (Windabschwächung) |
|            | Gedacktbass | 8′ (Ext. Subbass 16′)  |
|            | Bassflöte   | 4′ (Ext. Subbass 16′)  |

- Koppeln:
  - Normalkoppeln: II/I, I/P, II/P
  - Suboktavkoppeln: II/I
  - Superoktavkoppeln:II/I
- Spielhilfen: 2 freie Kombinationen, Tutti